# Ferrocarriles Soviéticos
Ferrocarriles Soviéticos (del ruso: Cоветские железные дороги (CЖД); Sovetskie Zheleznye Dorogi, SZhD) fue la empresa estatal del ferrocarril en la Unión Soviética, con sede en la capital, Moscú. 

## Historia
La compañía ferroviaria comenzó sus operaciones en diciembre de 1922, poco después de la formación de la Unión Soviética, y permaneció activa hasta su disolución en diciembre de 1991. Ferrocarriles Soviéticos fue el ferrocarril unificado más largo del mundo y motor de la economía soviética. La SZhD mejoró y expandió las comunicaciones de la anterior compañía, Ferrocarriles Imperiales Rusos (RIZhD), cubriendo la demanda nacional. La compañía estaba controlada directamente por el Ministerio de Ferrocarriles de la Unión Soviética. La Red ferroviaria soviética era una de las más grandes del mundo y estaba compuesta por más 147.400 kilómetros, de los cuales 53.900 kilómetros estaban electrificados.
La Segunda Guerra Mundial supuso un desastre para los Ferrocarriles, cuando en 1941 la Alemania nazi invadió la Unión Soviética. En el primer año de la guerra, el tráfico se desplomó a la mitad de su valor anterior al conflicto, mientras que tácticas de tierra quemada llevadas a cabo por el Ejército rojo supusieron la destrucción de numerosos kilómetros de vías, puentes y locomotoras. Cuando la guerra había terminado, el gobierno soviético necesitó unos cuantos años más para restaurar los ferrocarriles y volver al nivel de tráfico anterior a la guerra.
Tras el colapso de la URSS, los Ferrocarriles Soviéticos se dividieron en catorce compañías ferroviarias estatales diferentes, pertenecientes a sus respectivos gobiernos independientes. Pese a ello, Ferrocarriles Rusos son considerados como la compañía sucesora principal de SZhD. Sin embargo, y tras la desaparición de SZhD, el transporte ferroviario en las antiguas repúblicas soviéticas ha disminuido considerablemente y no ha logrado alcanzar su anterior eficiencia.

## Compañías ferroviarias sucesoras
Las compañías ferroviarias estatales que resultaron de la desaparición de Ferrocarriles Soviéticos son las siguientes:
| Ferrocarril                         | País         | Fundación | Longitud  |
| ----------------------------------- | ------------ | --------- | --------- |
| Ferrocarriles Rusos (RZhD)          | Rusia        | 2003      | 85.500 km |
| Ukrzaliznytsia (UZ)                 | Ucrania      | 1992      | 22.300 km |
| Qazaqstan Temir Zholy (KTZ)         | Kazajistán   | 1997      | 15.000 km |
| Belorusskaja železnaja doroga (BŽD) | Bielorrusia  | 1992      | 5.491 km  |
| Ferrocarriles Uzbekos (OTY)         | Uzbekistán   | 1994      | 4.230 km  |
| Ferrocarriles Turcomanos (TTY)      | Turkmenistán | 1992      | 3.181 km  |
| Azərbaycan Dəmir Yolu (ADY)         | Azerbaiyán   | 1991      | 2.932 km  |
| Latvijas dzelzceļš (LZD)            | Letonia      | 1992      | 2.269 km  |
| Lietuvos Geležinkeliai (LG)         | Lituania     | 1991      | 1.766 km  |
| Sakartvelos Rkinigza (SR)           | Georgia      | 1992      | 1.513 km  |
| Calea Ferată din Moldova (CFM)      | Moldavia     | 1992      | 1.156 km  |
| Ferrocarriles Armenios (HYU)        | Armenia      | 1992      | 845 km    |
| Eesti Raudtee (EVR)                 | Estonia      | 1992      | 816 km    |
| Ferrocarriles Tayikos (TZD)         | Tayikistán   | 1992      | 616 km    |
| Kyrgyz Temir Jolu (KTJ)             | Kirguistán   | 1992      | 417 km    |